# Athina Rachel Tsangari
Athina Rachel Tsangari (Atenas, 2 de abril de 1966) é uma cineasta e designer grega.